# بلانش سوندرز
بلانش سوندرز (بالإنجليزية: Blanche Saunders)‏ هي مدربة كلاب ‏ أمريكية، ولدت في 1 أكتوبر 1906 في إيستون في الولايات المتحدة، وتوفيت في 9 ديسمبر 1964 بسبب قصور القلب.